# Янув (Пулавський повіт)
Янув (пол. Janów) — село в Польщі, у гміні Пулави Пулавського повіту Люблінського воєводства.
Населення — 337 осіб (2011).
У 1975—1998 роках село належало до Люблінського воєводства.

## Демографія
Демографічна структура станом на 31 березня 2011 року:
|          | Загалом | Допрацездатний вік | Працездатний вік | Постпрацездатний вік |
| -------- | ------- | ------------------ | ---------------- | -------------------- |
| Чоловіки | 167     | 45                 | 108              | 14                   |
| Жінки    | 170     | 41                 | 99               | 30                   |
| Разом    | 337     | 86                 | 207              | 44                   |